# Cameron Monaghan
Cameron Riley Monaghan (Santa Monica, 16 agosto 1993) è un attore e modello statunitense, noto per aver interpretato Ian Gallagher nella serie televisiva Shameless (2011-2021) e gli psicopatici gemelli Jerome e Jeremiah Valeska nella serie televisiva Gotham (2015-2019).

## Biografia
Nato a Santa Monica, California ed è figlio unico di Diane Monaghan, una specialista di reclami assicurativi che ha preso la decisione di avere un figlio come madre single. I due si trasferirono a Boca Raton, Florida, poco dopo la sua nascita. È apparso sulla copertina del suo primo catalogo all'età di cinque anni e nella sua prima pubblicità regionale all'età di sette anni.
Ha frequentato la scuola elementare Addison Mizner e ha iniziato a sviluppare le sue doti di attore in teatro per la Little Palm Children's Theatre's in opere come Stuart Little, Winnie the Pooh e The Pumpkin King (adattamento teatrale di Nightmare Before Christmas). È inoltre apparso nel film indipendente The Wishing Stone.

### Carriera
Ha cominciato la sua carriera a tre anni come modello e a sette come attore. Monaghan si è imposto all'attenzione nazionale nel 2003 per il suo ruolo di Winthrop Paroo a fianco di Kristin Chenoweth e Matthew Broderick nell'adattamento televisivo ABC di The Music Man. Quando racconta la decisione di lanciare il novenne Monaghan, il regista e produttore esecutivo Jeff Bleckner spiega: «Ci sono alcune persone che, quando le metti su pellicola, hanno una sorta di capacità di espandersi fuori dallo schermo, verso di voi. Ecco come è stato con Cameron. Dal primo secondo abbiamo visto questo in lui. Stavamo cercando qualcuno che avesse quel fascino meraviglioso. E Cameron l'aveva.».
Nel 2004 interpreta un ruolo ricorrente come Chad, uno dei compagni di classe con bisogni speciali nella serie comedy Fox Malcolm, che gli valse il Young Artist Award come miglior giovane attore televisivo in un ruolo ricorrente. L'anno successivo ha iniziato un ruolo ricorrente come Palmer Noid nella situation comedy Nickelodeon Ned - Scuola di sopravvivenza. Ha avuto altri ruoli come guest star in alcune serie TV, tra cui Criminal Minds, Numb3rs, The Mentalist, Detective Monk, Three Rivers, Fringe, The Glades e Terriers - Cani sciolti.
Nel 2005 Monaghan ha transitato in ruoli cinematografici e teatrali, apparendo come Timmy nel western indipendente Brothers in Arms. L'anno seguente è apparso come Kevin O'Doyle, il fastidioso vicino di casa di Adam Sandler nella fantasia commedia Click. È seguita na serie di ruoli cinematografici successivi, comprese le apparizioni in The Santa Clause 3, The Escape Clause, Dog Gone, Safe Harbor - Un porto sicuro e L'alba di un vecchio giorno, nonché  l'interpretazione del detective Bob Andrews nella serie TV Three Investigators.
Nell'aprile 2010 è stato scelto come uno dei principali membri del cast del comedy-drama di Showtime Shameless, in cui interpreta Ian Gallagher. Sarah Hughes di The Independent ha lodato il ritratto offerto da Monaghan di Ian, la sua capacità magistrale di fornire «una delle raffigurazioni più sfumate di un adolescente gay adatto ad essere mostrato in TV negli USA.». Matthew Gilbert di The Boston Globe ha descritto le prestazioni di Monaghan come "straordinarie".
In concomitanza con il suo ruolo in Shameless, Monaghan ha continuato ad apparire in una varietà di ruoli in serie TV. Nel 2011 ha interpretato come guest star il ruolo di Nick Peyton, un ragazzo accusato di aver ucciso suo padre, Marine, nella serie poliziesca della CBS NCIS - Unità anticrimine. Nello stesso anno è apparso come Jonathan McKenna nella serie TNT Rizzoli & Isles. Nel 2012 ha interpretato come guest star il ruolo di Eddie Sandow, un diciannovenne che prende in ostaggio due persone, dopo l'accusa a suo padre di violenza sessuale, nella serie poliziesca della NBC Law & Order - Unità vittime speciali.
In aggiunta ai suoi crediti televisivi, Monaghan ha continuato ad apparire in una varietà di ruoli cinematografici. Nel 2011 ha co-interpretato il ruolo di studente del secondo anno di liceo Corey Doyle nel teen drama Disney Prom. Nel 2012 ha interpretato Jake, il figlio di un attraente direttore YMCA nella commedia 2nd Servire. Nel 2014 ha interpretato il ruolo di Adam McCormick, un atleta di scuola superiore la cui piccola città viene stravolta dalla morte di uno dei suoi compagni di classe, nel dramma indipendente Jamie Marks is Dead. Nello stesso anno è apparso come Mason Ashford, il migliore amico e interesse d'ordine romantico di Rose, nel film fantasy d'avventura Vampire Academy. Inoltre ha interpretato il ruolo di Asher nel film distopico The Giver - Il mondo di Jonas, accanto a Brenton Thwaites, Odeya Rush, Jeff Bridges e Meryl Streep. Nel 2015 è apparso in Gotham nella parte dello psicotico Jerome Valeska e in seguito di Jeremiah Valeska. Nel 2017 è apparso in Amityville - Il risveglio, in cui recita nella parte del fratello malato.
Nel 2019 interpreta Cal Kestis, il protagonista nel videogioco Star Wars Jedi: Fallen Order.

### Vita privata
Dal 2014 Monaghan vive nella zona di Los Angeles, dove ha risieduto da quando aveva circa dieci anni. Interrogato sulle sue radici nel sud della Florida, Monaghan ha spiegato: «La maggior parte della mia famiglia non vive più lì [...]. Ho un paio di parenti che vivono nel nord della Florida. La mia città è molto più a sud, quindi non c'è una vera ragione per tornare lì.».
Interrogato sul suo orientamento sessuale, Monaghan si è identificato come eterosessuale. Nel febbraio 2013, rispondendo alle richieste di informazioni riguardo alla sua sessualità su Twitter, Monaghan ha dichiarato: «Questa è l'unica volta che risponderò a questa domanda: No, io non sono gay. Sì, interpreto un personaggio gay. No, la questione non dovrebbe essere rilevante [...]. Grazie a tutti per le gentili parole. Ci si sente un po' "strano" a fare coming out come ragazzo etero.».
Nel 2015 ha frequentato la modella Sadie Newman, nota per essere stata un angelo di Victoria’s Secret.
Nel 2016 ha avuto una relazione con l’attrice Ruby Modine, figlia di Matthew Modine. 
Nel 2017 inizia a frequentare l'attrice Peyton List, nota soprattutto per il suo ruolo nella serie Disney Jessie. Nel 2019 la coppia si separa.
Dal 2020 ha una relazione con la modella Lauren Searle.

## Filmografia

### Attore

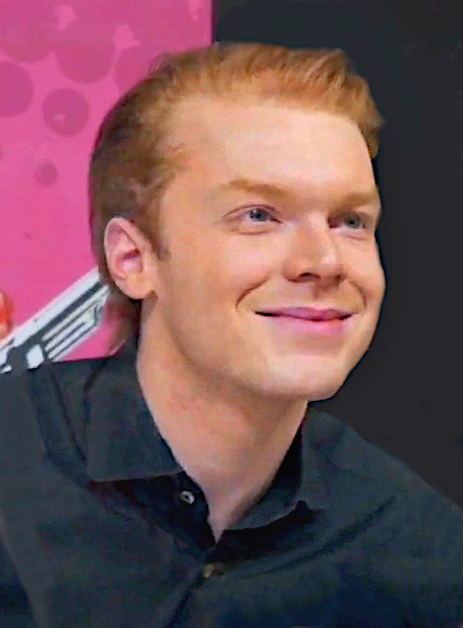
Monaghan nel 2022

#### Cinema
- The Wishing Stone, regia di Jose H. Garofalo (2002)
- Brothers in Arms, regia di Jean-Claude La Marre (2005)
- Cambia la tua vita con un click (Click), regia di Frank Coraci (2006)
- Santa Clause è nei guai (The Santa Clause 3: The Escape Clause), regia di Michael Lembeck (2006)
- I tre investigatori e l'isola misteriosa (The Three Investigators and the Secret of Skeleton Island), regia di Florian Baxmeyer (2007)
- Dog Gone, regia di Mark Stouffer (2008)
- L'alba di un vecchio giorno (Another Harvest Moon), regia di Greg Swartz (2009)
- I tre investigatori e il castello del terrore (The Three Investigators and the Secret of Terror Castle), regia di Florian Baxmeyer (2009)
- Prom - Ballo di fine anno (Prom), regia di Joe Nussbaum (2011)
- Vampire Academy, regia di Mark Waters (2014)
- The Giver - Il mondo di Jonas (The Giver), regia di Phillip Noyce (2014)
- Jamie Marks Is Dead, regia di Carter Smith (2014)
- Mall, regia di Joe Hahn (2014)
- Amityville - Il risveglio (Amityville: The Awakening), regia di Franck Khalfoun (2017)
- Anthem of a Teenage Prophet, regia di Robin Hays (2018)
- Shattered - L'inganno, regia di Luis Prieto (2022)
- Paradise Highway, regia di Anna Gutto (2022)
- Tron: Ares, regia di Joachim Rønning (2025)

#### Televisione
- The Music Man, regia di Jeff Bleckner – film TV (2003)
- The Adventures of Tango McNorton: Licensed Hero, regia di Greg Alkalay – cortometraggio (2005)
- Malcolm (Malcolm in the Middle) – serie TV, 6 episodi (2004-2005)
- Threshold – serie TV, episodio 1x03 (2005)
- Ned - Scuola di sopravvivenza (Ned's Declassified School Survival Guide) – serie TV, episodi 2x09-2x18-3x05 (2005-2006)
- Criminal Minds – serie TV, episodio 2x06 (2006)
- Numb3rs – serie TV, episodio 5x12 (2009)
- PG Porn – webserie, episodio 1x06 (2009)
- The Mentalist - serie TV, episodio 1x22 (2009)
- Safe Harbor - Un porto sicuro (Safe Harbor), regia di Jerry Jameson - film TV (2009)
- Detective Monk (Monk) – serie TV, episodio 8x01 (2009)
- Three Rivers – serie TV, episodio 1x01 (2009)
- Fringe – serie TV, episodio 2x07 (2009)
- The Glades – serie TV, episodio 1x08 (2010)
- Terriers - Cani sciolti (Terriers) – serie TV, episodio 1x09 (2010)
- NCIS - Unità anticrimine (NCIS) – serie TV, episodio 8x18 (2011)
- Shameless – serie TV, 134 episodi (2011-2021)
- Corey and Lucas for the Win – serie TV, 6 episodi (2011)
- Rizzoli & Isles – serie TV, episodio 2x05 (2011)
- Law & Order - Unità vittime speciali – serie TV, episodio 13x13 (2012)
- Gotham – serie TV, 25 episodi (2015-2019)
- Mercy Street – serie TV, 5 episodi (2016)
- Son of Zorn – serie TV, episodio 1x04 (2016)
- Love Daily - serie TV, episodio 1x01 (2018)

### Doppiatore
- Avatar - La leggenda di Aang (Avatar: The Last Airbender) – serie animata episodio 1x14 (2005)
- Shorty McShorts' Shorts – serie animata, episodio 2x05 (2007)
- Star Wars Jedi: Fallen Order – videogioco (2019)
- Star Wars Jedi: Survivor – videogioco (2023)

## Riconoscimenti
- Critics' Choice TV Award
  - 2015 – Candidatura per il miglior attore non protagonista in una serie commedia per Shameless

- Teen Choice Awards
  - 2018 – Candidatura per la miglior performance in una serie TV – Migllior cattivo in una serie TV per Gotham

- Young Artist Award
  - 2004 – Candidatura per la miglior performance in un film TV o in una miniserie – migliore attore giovane non protagonista per The Music Man
  - 2005 – Miglior performance in una serie TV – giovane attore ricorrente per Malcolm
  - 2006 – Candidatura per la miglior performance in una serie TV – giovane attore Guest Star per Ned – Scuola di sopravvivenza
  - 2012 – Candidatura per la miglior Performance in una serie TV come giovane attore 18-21 Guest Star per Rizzoli & Isles

## Doppiatori italiani
Nelle versioni in italiano delle opere in cui ha recitato, Cameron Monaghan è stato doppiato da:
- Alessio Puccio in Fringe, Law & Order - Unità vittime speciali, Shattered - L'inganno
- Alessio Nissolino in Prom - Ballo di fine anno, The Giver - Il mondo di Jonas
- Eleonora Reti in Malcolm
- Fabrizio Valezano ne L'alba di un vecchio giorno
- Flavio Aquilone in NCIS - Unità anticrimine
- Manuel Meli in Shameless
- Francesco Valeri in Vampire Academy
- Alessandro Sanguigni in Gotham
- Daniele Giuliani in Amityville - Il risveglio
- Alessandro Campaiola in Paradise Highway

Da doppiatore è stato sostituito da:
- Manuel Meli in Star Wars: Jedi Fallen Order, Star Wars Jedi: Survivor